# Ха-Гефен (бригада)
Ха-Гефен (ивр. חטיבת הגפן‎) — израильская территориальная бригада в составе территориальной дивизии «Газа» также называемая «Северной бригадой в секторе Газа», является самой северной из бригад дивизии Газа. Относится к Южному военному округу Израиля.

## История
Бригада была создана примерно через год после начала первой интифады, в 1988 году, для реагирования на оперативные потребности, создавая сосредоточение сил на оперативном участке. Бригада располагалась в центре города Газа, и ей была поручена охрана города и его окрестностей, а также обеспечение безопасности израильских поселений на севере сектора Газа и контрольно-пропускного пункта Эрез . После соглашений Осло и соглашений по Газе и Иерихону, начиная с 1994 года, силы ЦАХАЛа покинули центры городов, а бригада эвакуировалась из города Газа и обосновалась недалеко от Нисанита . Сегодня штаб бригады находится в дивизионном лагере недалеко от кибуца Раим .